# Karang Bayur
Karang Bayur is een bestuurslaag in het regentschap Aceh Tengah van de provincie Atjeh, Indonesië. Karang Bayur telt 329 inwoners (volkstelling 2010).